# Chanel Terrero
Chanel Terrero (Havanna, 1991. július 28. – ) spanyol származású énekesnő, színésznő, táncos kubai felmenőkkel. Ő képviselte Spanyolországot a 2022-es Eurovíziós Dalfesztiválon Torinóban, a SloMo című dallal, ahol a harmadik helyen végzett.

## Magánélete
Kuba fővárosában született, hároméves korában Olesa de Montserratba költöztek.

## Zenei pályafutása
2021. december 10-én vált hivatalossá, hogy az énekesnő SloMo című dala is bekerült a Benidorm Fest elnevezésű spanyol eurovíziós nemzeti válogató mezőnyébe. A dalt először január 26-án, a fesztivál első elődöntőjében adták elő. Az elődöntőben 110 ponttal első helyezettként jutott tovább a január 29-i döntőbe, ahol az énekesnő alábbi dalát választotta ki a szakmai zsűri és a nézők, amellyel képviseli Spanyolországot az elkövetkezendő Eurovíziós Dalfesztiválon.
Mivel Spanyolország tagja az automatikusan döntős „Öt Nagy” országának, ezért a dalt az Eurovíziós Dalfesztiválon először a május 14-én rendezett döntőben adta elő, de előtte a második elődöntő zsűris főpróbáján volt hallható. A szavazás végével a harmadik helyen végzett.
2025-ben ő hirdeti ki a spanyol szakmai zsűri pontjait az Eurovíziós Dalfesztiválon.

## Diszkográfia

### Kislemezek
- SloMo (2021)